# Imaginaria Film Festival
Imaginaria Animated Film Festival è un festival internazionale di cinema d'animazione che si svolge a Conversano (Bari) durante il periodo estivo.

## Storia
Nata dall'esperienza di Vedocorto, festival di cortometraggi tenutosi a Conversano dal 1997 al 1999, Imaginaria nasce ufficialmente nel 2003), la manifestazione pugliese intende “affiancare il cinema libero e indipendente internazionale ai movimenti e agli autori più innovativi della rivoluzione digitale”. 
Il festival è specializzato sul mondo dell'animazione d'autore internazionale.
Imaginaria è il primo ed unico festival di cinema d'animazione sul territorio pugliese ed uno dei pochi a livello nazionale.
Fulcro dell'evento è il concorso per lungometraggi e cortometraggi di animazione d'autore presentati nei chiostri e nei giardini dell'ex Monastero di San Benedetto, location di particolare pregio artistico ed architettonico situata nel centro storico della città d'arte di Conversano in provincia di Bari.
Tra gli eventi collaterali, la vetrina "Mutosonoro" il cui intento è quello di riscoprire gli invisibili capolavori del cinema d'animazione del passato proposti per l'occasione con un originale musicazione eseguita dal vivo.
Il festival gode dei patrocini e del sostegno del MiC Direzione Generale Cinema, della Regione Puglia, del Comune di Conversano, dall'Apulia Film Commission e fa parte dell'Associazione festival italiani di cinema.
Imaginaria è curata da Atalante aps ed è ideata e diretta da Luigi Ulisse Iovane.